# Język nanajski
Język nanajski (goldyjski, goldzki, hedżeński) – zagrożony wymarciem dalekowschodni język tunguski używany w Rosji w Kraju Chabarowskim. Posługuje się nim również około 40 osób w Chińskiej Republice Ludowej, w prowincji Heilongjiang.

## Dialekty
- sunggari
- torgon
- kuro-urmi
- ussuri
- akani
- birar
- kila
- samagir